# Degen
Degen (föråldrat tysk och tidigare officiellt namn: Igels) är en ort och tidigare kommun i regionen Surselva i kantonen Graubünden, Schweiz. Kommunen blev 2013 en del av den nya kommunen Lumnezia. I kommunen ingick även byarna Vattiz och Rumein.